# 西光寺 (板橋区)
西光寺（さいこうじ）は、東京都板橋区にある真言宗豊山派の寺院。なお、当寺の1.3キロメートル南東の南町に名称が酷似する「西光院」がある。この寺も真言宗豊山派である。

## 概要
江戸時代初期に開山された。当寺の文書によれば、開山は大阿閣梨権大僧都法印覚印とし、江戸幕府昌平坂学問所が編纂した『新編武蔵風土記稿』によれば、開山は宥音としている。近くの氷川神社の旧別当寺であった。
氷川神社近くには「しろかき地蔵」という地蔵菩薩像があったが、現在は旧別当寺の当寺で安置している。しろかき地蔵は、板橋区の有形民俗文化財に登録されている。

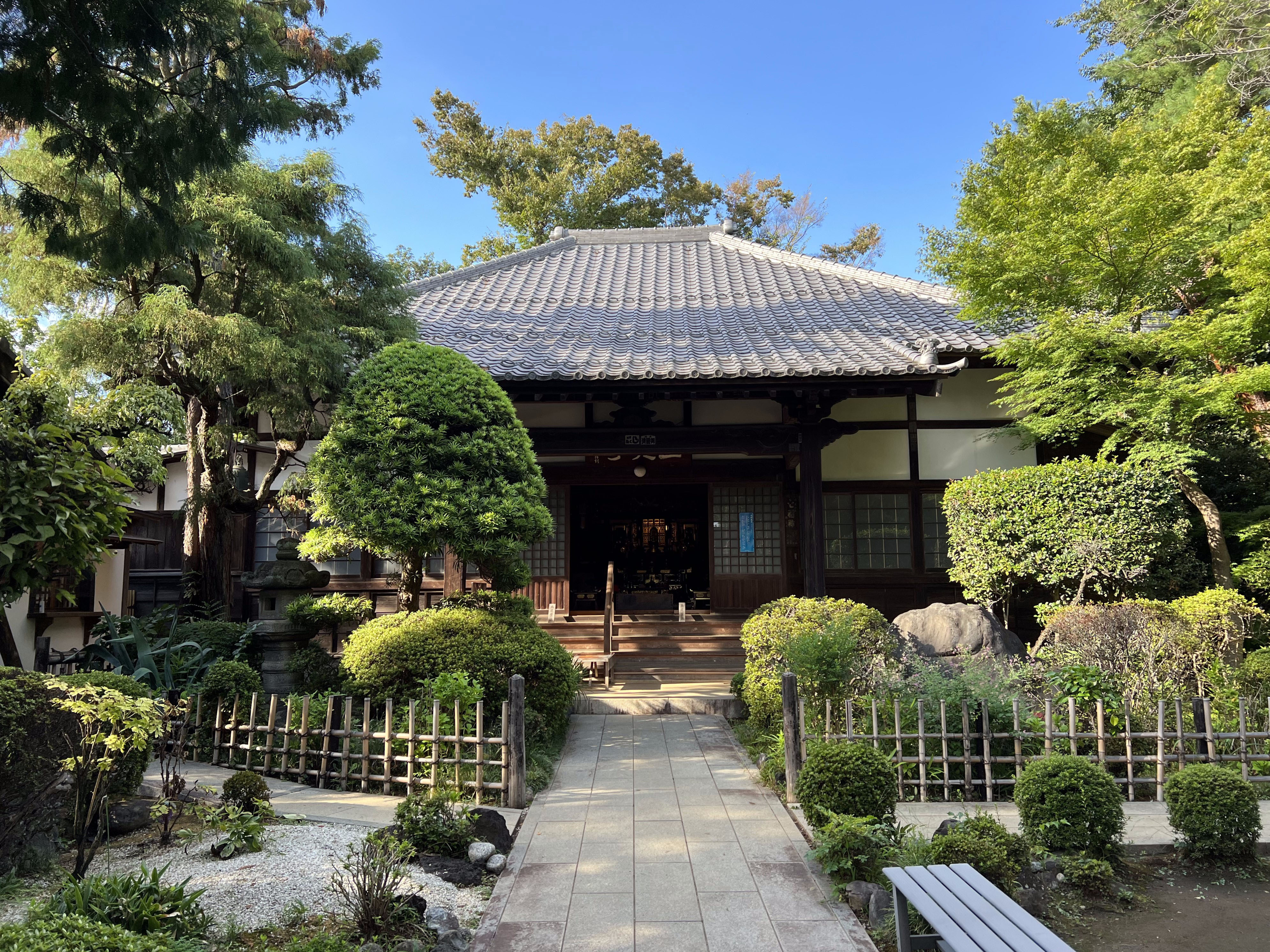
本堂
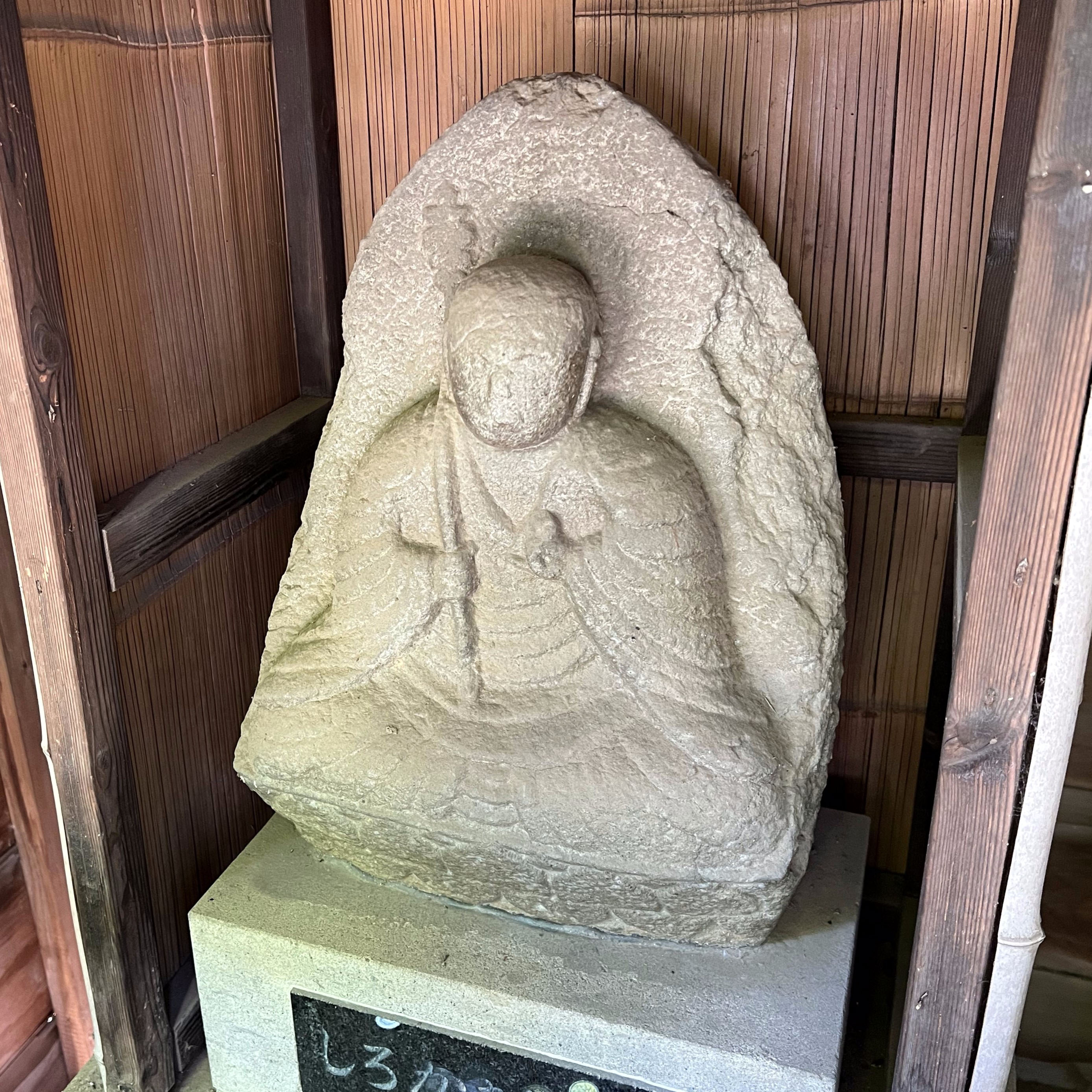
しろかき地蔵

## 寺宝等
- 正観音菩薩像（本尊、秘仏）
- 薬師如来像
- 地蔵菩薩像
- 愛染明王像
- 弘法大師画像

## 交通アクセス
- 千川駅より徒歩14分。